# Deuxième circonscription de Nouvelle-Calédonie
Pour les articles homonymes, voir Circonscription de Nouvelle-Calédonie.
La deuxième circonscription de Nouvelle-Calédonie, en place depuis le découpage électoral de 1986 appliqué pour la première fois aux élections législatives de 1988, est représentée à l'Assemblée nationale française; dans la XVIIe et actuelle législature de la Cinquième République, par Emmanuel Tjibaou, député indépendantiste et nationaliste kanak.

## Description géographique et démographique
La deuxième circonscription de Nouvelle-Calédonie est composée de l'ensemble du Territoire à l'exception des communes comprises dans la première circonscription. Il s'agit donc des communes de la banlieue nouméenne et de toutes les autres communes rurales de la Grande Terre, soit une grande partie de la Province Sud et de la totalité de la Province Nord. La population est donc surtout composée de Kanak mais aussi des éleveurs « Caldoches » de la Côte ouest, dits aussi « Broussards », et des importantes minorités wallisiennes et futuniennes du Grand Nouméa. Elle ne doit pas être confondue avec l'ancienne 2e circonscription, dite « circonscription Ouest », qui a existé de 1978 à 1986.
D'après les chiffres du recensement de 2019, la circonscription était alors peuplée de 156 732 habitants, répartis ainsi :
- partie de la Province Sud non comprise dans la 1re circonscription : 106 822 habitants, dont :
  - banlieues du Grand Nouméa (communes du Mont-Dore, de Dumbéa et de Païta) : 88 056 habitants
  - Sud rural : 18 766 habitants
- Province Nord : 49 910 habitants

Il y avait en 2017 104 636 inscrits au 1er tour puis 104 634 au second, et en 2022 122 243 pour le premier tour et 122 222 au second.

## Description politique
La 2e circonscription a toujours élu depuis 1988 un anti-indépendantiste et à chaque fois avec une certaine avance au second tour. L'écart est néanmoins moins net que dans la première circonscription. En effet, elle comprend les fiefs indépendantistes de la côte est de la Province Sud et de la quasi-totalité de la Province Nord. En revanche, si les communes anti-indépendantistes de cette circonscription ne sont qu'au nombre de dix, leur poids démographique, notamment pour les communes du Grand Nouméa, est considérable.

## Historique des députés
| Législature | Début de mandat   | Fin de mandat     | Député           | Parti politique         | Observations |
| ----------- | ----------------- | ----------------- | ---------------- | ----------------------- | --- |
| IXe         | 23 juin 1988      | 1er avril 1993    | Maurice Nénou    | RPCR, RPR               | |
| Xe          | 2 avril 1993      | 27 novembre 1996  | Maurice Nénou    | RPCR, RPR               | Décédé le 27 novembre 1996 Mandat écourté à la suite d'une dissolution parlementaire décidée par Jacques Chirac.                             |
| Xe          | 27 novembre 1996  | 30 mai 1968       | Pierre Frogier   | UDR                     | Décédé le 27 novembre 1996 Mandat écourté à la suite d'une dissolution parlementaire décidée par Jacques Chirac.                             |
| XIe         | 12 juin 1997      | 18 juin 2002      | Pierre Frogier   | RPCR, RPR               | Maire du Mont-Dore jusqu'en 2001 puis président du Gouvernement de Nouvelle-Calédonie                                                        |
| XIIe        | 19 juin 2002      | 19 juin 2007      | Pierre Frogier   | RPCR, UMP               | Président du Gouvernement de Nouvelle-Calédonie jusqu'en 2004, puis membre du Gouvernement de Nouvelle-Calédonie                             |
| XIIIe       | 20 juin 2007      | 30 septembre 2011 | Pierre Frogier   | Rassemblement-UMP, UMP  | Président du Congrès (2007-2009) puis de l'Assemblée de la Province Sud Démissionne le 30 septembre 2011 à la suite de son élection au Sénat |
| XIIIe       | 30 septembre 2011 | 19 juin 2012      | Vacant           | Vacant                  | Président du Congrès (2007-2009) puis de l'Assemblée de la Province Sud Démissionne le 30 septembre 2011 à la suite de son élection au Sénat |
| XIVe        | 20 juin 2012      | 20 juin 2017      | Philippe Gomès   | Calédonie ensemble, UDI | Membre du Gouvernement de Nouvelle-Calédonie                                                                                                 |
| XVe         | 21 juin 2017      | 21 juin 2022      | Philippe Gomès   | Calédonie ensemble, UDI | Président de la commission permanente du Congrès                                                                                             |
| XVIe        | 22 juin 2022      | 9 juin 2024       | Nicolas Metzdorf | Générations NC, RE      | Maire de La Foa Mandat écourté à la suite d'une dissolution parlementaire décidée par Emmanuel Macron.                                       |
| XVIIe       | 8 juillet 2024    | En cours          | Emmanuel Tjibaou | FLNKS-UC                | |

## Résultats aux élections

### Élection du 5 juin 1988
|                | Maurice Nénou sortant réélu | RPR (URC)      | 14 720 | 86,18  |  |  |  |
|                | Patrick Fayard              | FN             | 2 361  | 13,82  |  |  |  |
|                |                             |                |        |        |  |  |  |
| Inscrits       | Inscrits                    | Inscrits       | 42 142 | 100,00 |  |  |  |
| Abstentions    | Abstentions                 | Abstentions    | 24 674 | 58,55  |  |  |  |
| Votants        | Votants                     | Votants        | 17 468 | 41,45  |  |  |  |
| Blancs et nuls | Blancs et nuls              | Blancs et nuls | 387    | 2,22   |  |  |  |
| Exprimés       | Exprimés                    | Exprimés       | 17 081 | 97,78  |  |  |  |

### Élection du 21 mars 1993
|                | Maurice Nénou sortant réélu | RPR (UPF)      | 14 014 | 54,14  |  |  |  |
|                | Léopold Jorédié             | UC             | 7 716  | 29,81  |  |  |  |
|                | Justin Guillemard           | Divers droite  | 2 269  | 8,77   |  |  |  |
|                | Aloisio Sako                | MRG            | 752    | 2,9    |  |  |  |
|                | Anthony Wendt               | Divers         | 570    | 2,2    |  |  |  |
|                | Georges Devillers           | Divers droite  | 566    | 2,19   |  |  |  |
|                |                             |                |        |        |  |  |  |
| Inscrits       | Inscrits                    | Inscrits       | 46 889 | 100,00 |  |  |  |
| Abstentions    | Abstentions                 | Abstentions    | 20 194 | 43,07  |  |  |  |
| Votants        | Votants                     | Votants        | 26 695 | 56,93  |  |  |  |
| Blancs et nuls | Blancs et nuls              | Blancs et nuls | 808    | 3,03   |  |  |  |
| Exprimés       | Exprimés                    | Exprimés       | 25 887 | 96,97  |  |  |  |

### Élection des 25 mai et1erjuin 1997
Si Pierre Frogier obtient dès le 1er tour plus de 50 % des suffrages exprimés, il n'atteint toutefois pas les 25 % des inscrits et un second tour doit donc être disputé. L'Union calédonienne et le bureau du FLNKS ont appelé à l'abstention, mais le Palika, ainsi que le syndicat USTKE, ont apporté leur soutien à l'homme d'affaires pourtant ouvertement anti-indépendantiste Philippe Pentecost. La participation a été particulièrement faible (sur 53 142 inscrits au 1er tour, seuls 24 000 se sont déplacés aux urnes, soit un taux de participation de 45,16 % uniquement, celui-ci remonte quelque peu au second tour pour s'établir à 48,58 %).
| Candidat       | Candidat                     | Parti          | Premier tour | Premier tour | Second tour | Second tour |  |
| Candidat       | Candidat                     | Parti          | Voix         | %            | Voix        | %           |  |
| -------------- | ---------------------------- | -------------- | ------------ | ------------ | ----------- | ----------- |  |
|                | Pierre Frogier sortant réélu | RPR            | 13 088       | 56,57        | 15 398      | 60,99       |  |
|                | Philippe Pentecost           | Divers droite  | 6 397        | 27,65        | 9 849       | 39,01       |  |
|                | Thierry Valet                | Divers droite  | 1 556        | 6,73         |             |             |  |
|                | Guy George                   | FN             | 1 521        | 6,57         |             |             |  |
|                | Delin Wema                   | Divers droite  | 575          | 2,49         |             |             |  |
|                |                              |                |              |              |             |             |  |
| Inscrits       | Inscrits                     | Inscrits       | 53 142       | 100,00       | 53 135      | 100,00      |  |
| Abstentions    | Abstentions                  | Abstentions    | 29 142       | 54,84        | 27 320      | 51,42       |  |
| Votants        | Votants                      | Votants        | 24 000       | 45,16        | 25 815      | 48,58       |  |
| Blancs et nuls | Blancs et nuls               | Blancs et nuls | 863          | 3,6          | 568         | 2,2         |  |
| Exprimés       | Exprimés                     | Exprimés       | 23 137       | 96,4         | 25 247      | 97,8        |  |

Le suppléant de Pierre Frogier était Maurice Ponga, instituteur, conseiller provincial.

### Élection des 9 et 16 juin 2002
| Candidat       | Candidat                     | Parti          | Premier tour | Premier tour | Second tour | Second tour |  |
| Candidat       | Candidat                     | Parti          | Voix         | %            | Voix        | %           |  |
| -------------- | ---------------------------- | -------------- | ------------ | ------------ | ----------- | ----------- |  |
|                | Pierre Frogier sortant réélu | UMP            | 12 694       | 47,58        | 15 719      | 55,71       |  |
|                | Paul Néaoutyine              | Régionaliste   | 7 406        | 27,76        | 12 495      | 44,29       |  |
|                | Bianca Henin                 | FN             | 2 930        | 10,98        |             |             |  |
|                | Raphaël Mapou                | Régionaliste   | 1 172        | 4,39         |             |             |  |
|                | Justin Guillemard            | Divers droite  | 1 093        | 4,1          |             |             |  |
|                | Éric Douyere                 | Divers gauche  | 728          | 2,73         |             |             |  |
|                | Gabriel Paita                | Divers         | 654          | 2,45         |             |             |  |
|                |                              |                |              |              |             |             |  |
| Inscrits       | Inscrits                     | Inscrits       | 66 925       | 100,00       | 66 908      | 100,00      |  |
| Abstentions    | Abstentions                  | Abstentions    | 39 396       | 58,87        | 36 600      | 54,7        |  |
| Votants        | Votants                      | Votants        | 27 529       | 41,13        | 30 308      | 45,3        |  |
| Blancs et nuls | Blancs et nuls               | Blancs et nuls | 852          | 3,09         | 2 094       | 6,91        |  |
| Exprimés       | Exprimés                     | Exprimés       | 26 677       | 96,91        | 28 214      | 93,09       |  |

Le suppléant de Pierre Frogier était Maurice Ponga.

### Élection des 10 et 17 juin 2007
| Candidat       | Candidat                     | Parti          | Premier tour | Premier tour | Second tour | Second tour |  |
| Candidat       | Candidat                     | Parti          | Voix         | %            | Voix        | %           |  |
| -------------- | ---------------------------- | -------------- | ------------ | ------------ | ----------- | ----------- |  |
|                | Pierre Frogier sortant réélu | UMP            | 12 808       | 35,82        | 25 559      | 54,13       |  |
|                | Charles Pidjot               | UC             | 9 941        | 27,8         | 21 663      | 45,87       |  |
|                | Harold Martin                | Divers droite  | 8 459        | 23,66        |             |             |  |
|                | Bianca Henin                 | FN             | 2 425        | 6,78         |             |             |  |
|                | François-Xavier Apok         | SÉGA           | 2 126        | 5,95         |             |             |  |
|                |                              |                |              |              |             |             |  |
| Inscrits       | Inscrits                     | Inscrits       | 69 695       | 100,00       | 77 938      | 100,00      |  |
| Abstentions    | Abstentions                  | Abstentions    | 32 694       | 46,91        | 29 476      | 37,82       |  |
| Votants        | Votants                      | Votants        | 37 001       | 53,09        | 48 462      | 62,18       |  |
| Blancs et nuls | Blancs et nuls               | Blancs et nuls | 1 242        | 3,36         | 1 240       | 2,56        |  |
| Exprimés       | Exprimés                     | Exprimés       | 35 759       | 96,64        | 47 222      | 97,44       |  |

### Élection des 10 et 17 juin 2012
| Candidat       | Candidat           | Parti               | Premier tour | Premier tour | Second tour | Second tour |  |
| Candidat       | Candidat           | Parti               | Voix         | %            | Voix        | %           |  |
| -------------- | ------------------ | ------------------- | ------------ | ------------ | ----------- | ----------- |  |
|                | Jean-Pierre Djaïwé | UC                  | 15 890       | 36,2         | 25 644      | 47,45       |  |
|                | Philippe Gomès élu | CE                  | 14 470       | 32,96        | 28 398      | 52,55       |  |
|                | Éric Gay           | UMP                 | 8 814        | 20,08        |             |             |  |
|                | Bianca Hénin       | FN                  | 2 534        | 5,77         |             |             |  |
|                | Cédrik Sangarne    | Divers droite (RPC) | 2 193        | 5            |             |             |  |
|                |                    |                     |              |              |             |             |  |
| Inscrits       | Inscrits           | Inscrits            | 89 323       | 100,00       | 89 311      | 100,00      |  |
| Abstentions    | Abstentions        | Abstentions         | 44 413       | 49,72        | 33 571      | 37,59       |  |
| Votants        | Votants            | Votants             | 44 910       | 50,28        | 55 740      | 62,41       |  |
| Blancs et nuls | Blancs et nuls     | Blancs et nuls      | 1 009        | 2,25         | 1 698       | 3,05        |  |
| Exprimés       | Exprimés           | Exprimés            | 43 901       | 97,75        | 54 042      | 96,95       |  |

### Élections de 2017
|                                                                                    | |                           |                           |                          |                          |
|                                                                                    | | Premier tour 11 juin 2017 | Premier tour 11 juin 2017 | Second tour 18 juin 2017 | Second tour 18 juin 2017 |
|                                                                                    | |                           |                           |                          |                          |
|                                                                                    | | Nombre                    | % des inscrits            | Nombre                   | % des inscrits           |
| Inscrits                                                                           | Inscrits | 104 636                   | 100,00                    | 104 634                  | 100,00                   |
| Abstentions                                                                        | Abstentions                                                                                                  | 65 748                    | 62,83                     | 49 752                   | 47,55                    |
| Votants                                                                            | Votants | 38 888                    | 37,17                     | 54 882                   | 52,45                    |
|                                                                                    | |                           | % des votants             |                          | % des votants            |
| Bulletins blancs                                                                   | Bulletins blancs                                                                                             | 1 012                     | 2,60                      | 1 950                    | 3,55                     |
| Bulletins nuls                                                                     | Bulletins nuls                                                                                               | 433                       | 1,11                      | 962                      | 1,75                     |
| Suffrages exprimés                                                                 | Suffrages exprimés                                                                                           | 37 443                    | 96,28                     | 51 970                   | 94,69                    |
|                                                                                    | |                           |                           |                          |                          |
| Candidat Étiquette politique (partis et alliances)                                 | Candidat Étiquette politique (partis et alliances)                                                           | Voix                      | % des exprimés            | Voix                     | % des exprimés           |
|                                                                                    | |                           |                           |                          |                          |
|                                                                                    | Louis Mapou Régionaliste (Union nationale pour l'indépendance)                                               | 11 262                    | 30,08                     | 23 413                   | 45,05                    |
|                                                                                    | Philippe Gomès (député sortant) Union des démocrates et indépendants (Calédonie ensemble - Les Républicains) | 8 963                     | 23,94                     | 28 557                   | 54,95                    |
|                                                                                    | Harold Martin Divers droite (Les Républicains de Nouvelle-Calédonie diss. - L'Avenir ensemble)               | 5 752                     | 15,36                     |                          |                          |
|                                                                                    | Bianca Hénin Front national                                                                                  | 4 378                     | 11,69                     |                          |                          |
|                                                                                    | Gil Brial Divers droite (Union pour la Calédonie dans la France - Les Républicains diss.)                    | 3 746                     | 10,00                     |                          |                          |
|                                                                                    | Pascal Vittori Divers droite (Tous Calédoniens - Les Centristes)                                             | 2 556                     | 6,83                      |                          |                          |
|                                                                                    | Henry Bodeouarou Régionaliste                                                                                | 366                       | 0,98                      |                          |                          |
|                                                                                    | Oscar Diaz Divers (Union populaire républicaine)                                                             | 265                       | 0,71                      |                          |                          |
|                                                                                    | Manuel Millar Divers                                                                                         | 155                       | 0,41                      |                          |                          |
| Source : Ministère de l'Intérieur - Deuxième circonscription de Nouvelle-Calédonie | |                           |                           |                          |                          |

### Élections de 2022
| Résultats des élections législatives des 12 et 19 juin 2022 de la 2e circonscription de Nouvelle-Calédonie |                          |                          |                          |              |              |             |             |
| Candidat                                                                                                   | Candidat                 | Parti et coalition       | Nuance                   | Premier tour | Premier tour | Second tour | Second tour |
| Candidat                                                                                                   | Candidat                 | Parti et coalition       | Nuance                   | Voix         | %            | Voix        | %           |
| | Nicolas Metzdorf         | GNC (ENS)                | ENS                      | 13 550       | 33,70        | 31 398      | 54,23       |
| | Gérard Reignier          | UC (FLNKS)               | REG                      | 13 175       | 32,77        | 26 500      | 45,77       |
| | Thierry Santa            | R-LR (UDC)               | LR                       | 8 760        | 21,79        |             |             |
| | Alain Descombels         | RN                       | RN                       | 1 601        | 3,98         |             |             |
| | Muneiko Haocas           | MNIS                     | REG                      | 1 362        | 3,39         |             |             |
| | Michelle Homboé          | CA                       | DVC                      | 1 014        | 2,52         |             |             |
| | Véronique Pagand         | DLF (UPF)                | DSV                      | 428          | 1,06         |             |             |
| | Joannes Ititiaty         | SE                       | DIV                      | 192          | 0,48         |             |             |
| | Manuel Millar            | SE                       | DIV                      | 120          | 0,30         |             |             |
| Votes valides                                                                                              | Votes valides            | Votes valides            | Votes valides            | 40 202       | 97,60        | 57 898      | 97,75       |
| Votes blancs                                                                                               | Votes blancs             | Votes blancs             | Votes blancs             | 653          | 1,59         | 810         | 1,37        |
| Votes nuls                                                                                                 | Votes nuls               | Votes nuls               | Votes nuls               | 334          | 0,81         | 523         | 0,88        |
| Total | Total                    | Total                    | Total                    | 41 189       | 100          | 59 231      | 100         |
| Abstention                                                                                                 | Abstention               | Abstention               | Abstention               | 81 045       | 66,30        | 62 992      | 51,54       |
| Inscrits / participation                                                                                   | Inscrits / participation | Inscrits / participation | Inscrits / participation | 122 234      | 33,70        | 122 223     | 48,46       |

### Élections de 2024
| Candidat                 | Candidat                 | Parti et coalition       | Nuance                   | Premier tour | Premier tour | Second tour | Second tour |
| Candidat                 | Candidat                 | Parti et coalition       | Nuance                   | Voix         | %            | Voix        | %           |
| ------------------------ | ------------------------ | ------------------------ | ------------------------ | ------------ | ------------ | ----------- | ----------- |
|                          | Emmanuel Tjibaou         | UC                       | REG                      | 32 926       | 44,06        | 50 946      | 57,01       |
|                          | Alcide Ponga             | LR                       | DVD                      | 27 038       | 36,18        | 38 422      | 42,99       |
|                          | Milakulo Tukumuli        | LEO                      | DVG                      | 8 906        | 11,92        |             |             |
|                          | Gérard Poadja            | CE                       | HOR                      | 3 946        | 5,28         |             |             |
|                          | Luther Voudjo            | MNIS                     | REG                      | 1 114        | 1,49         |             |             |
|                          | Ronald Frère             | SC                       | REG                      | 808          | 1,08         |             |             |
|                          |                          |                          |                          |              |              |             |             |
| Votes valides            | Votes valides            | Votes valides            | Votes valides            | 74 738       | 97,84        |             |             |
| Votes blancs             | Votes blancs             | Votes blancs             | Votes blancs             | 1 046        | 1,37         |             |             |
| Votes nuls               | Votes nuls               | Votes nuls               | Votes nuls               | 605          | 0,79         |             |             |
| Total                    | Total                    | Total                    | Total                    | 76 389       | 100          |             | 100         |
| Abstention               | Abstention               | Abstention               | Abstention               | 48 562       | 38,86        |             |             |
| Inscrits / participation | Inscrits / participation | Inscrits / participation | Inscrits / participation | 124 951      | 61,14        |             |             |